# Escuela Convento del Sagrado Corazón
La Escuela Convento del Sagrado Corazón (en inglés: Convent of the Sacred Heart School) es una escuela histórica ubicada en Nueva York, Nueva York. La sede de la Escuela católica Convento del Sagrado Corazón es la Casa James A. Burden, que se encuentra inscrita  en el Registro Nacional de Lugares Históricos desde el 12 de septiembre de 2006.

## Ubicación
La Escuela Convento del Sagrado Corazón se encuentra dentro del condado de Nueva York en las coordenadas 40°47′05″N 73°57′29″O / 40.784722, -73.958056.